# Virsligas Winter Cup 2013
La Virsligas Winter Cup 2013 (in lettone Ziemas Kauss) è stata la 1ª edizione del torneo a eliminazione diretta. La competizione è iniziata il 14 gennaio 2013 ed è terminata il 17 febbraio 2013. Il Daugava ha vinto la prima edizione di questa competizione.

## Fase a gironi

### Girone A
| Squadra          | P.ti | G | V | P | S | RF | RS | DR |
| ---------------- | ---- | - | - | - | - | -- | -- | -- |
| Ventspils        | 7    | 3 | 2 | 1 | 0 | 12 | 3  | +9 |
| Daugava          | 6    | 3 | 2 | 0 | 1 | 5  | 4  | +1 |
| Augšdaugavas NSS | 3    | 3 | 1 | 0 | 2 | 3  | 11 | -8 |
| Jūrmala          | 1    | 3 | 0 | 1 | 2 | 2  | 4  | -2 |

|              | Dau   | Ilū   | Jūr   | Ven |
| Daugava      |       | 3 - 0 |       |     |
| Ilūkstes NSS |       |       | 1 - 0 |     |
| Jūrmala      | 1 - 2 |       |       |     |
| Ventspils    | 3 - 0 | 8 - 2 | 1 - 1 |     |

### Girone B
| Squadra           | P.ti | G | V | P | S | RF | RS | DR  |
| ----------------- | ---- | - | - | - | - | -- | -- | --- |
| Skonto            | 7    | 3 | 2 | 1 | 0 | 9  | 2  | +7  |
| Daugava Rīga      | 6    | 3 | 2 | 0 | 1 | 7  | 2  | +5  |
| Metalurgs Liepāja | 4    | 3 | 1 | 1 | 1 | 6  | 5  | +1  |
| Jelgava           | 0    | 3 | 0 | 0 | 3 | 0  | 13 | -13 |

|                   | DaR   | Jel   | MeL   | Sko |
| Daugava Rīga      |       |       | 3 - 1 |     |
| Jelgava           | 0 - 4 |       |       |     |
| Metalurgs Liepāja |       | 3 - 0 |       |     |
| Skonto            | 1 - 0 | 6 - 0 | 2 - 2 |     |

## Fase finale

### Semifinali 5º-8º posto
| Squadra 1         | Risultato | Squadra 2 |
| ----------------- | --------- | --------- |
| 6 febbraio 2013   |           |           |
| Augšdaugavas NSS  | 2 – 5     | Jelgava   |
| 7 febbraio 2013   |           |           |
| Metalurgs Liepāja | 0 – 1     | Jūrmala   |

### Finale 7º posto
| Squadra 1        | Risultato | Squadra 2         |
| ---------------- | --------- | ----------------- |
| 13 febbraio 2013 |           |                   |
| Augšdaugavas NSS | 0 – 4     | Metalurgs Liepāja |

### Finale 5º posto
| Squadra 1        | Risultato | Squadra 2 |
| ---------------- | --------- | --------- |
| 14 febbraio 2013 |           |           |
| Jelgava          | 3 – 0     | Jūrmala   |

### Semifinali
| Squadra 1       | Risultato | Squadra 2    |
| --------------- | --------- | ------------ |
| 2 febbraio 2013 |           |              |
| Ventspils       | 2 – 1     | Daugava Rīga |
| 3 febbraio 2013 |           |              |
| Skonto          | 2 – 3     | Daugava      |

### Finale 3º posto
| Squadra 1        | Risultato | Squadra 2    |
| ---------------- | --------- | ------------ |
| 16 febbraio 2013 |           |              |
| Skonto           | 0 – 2     | Daugava Rīga |

### Finale 1º posto
| Squadra 1        | Risultato | Squadra 2 |
| ---------------- | --------- | --------- |
| 17 febbraio 2013 |           |           |
| Ventspils        | 0 – 3     | Daugava   |

## Classifica finale
| Pos. | Squadra           |
| ---- | ----------------- |
| 1    | Daugava           |
| 2    | Ventspils         |
| 3    | Daugava Rīga      |
| 4    | Skonto            |
| 5    | Jelgava           |
| 6    | Jūrmala           |
| 7    | Metalurgs Liepāja |
| 8    | Augšdaugavas NSS  |